# Хаккер, Марсель
Марсель Хаккер (нем. Marcel Hacker, род. 29 апреля 1977 года, Магдебург, Германская Демократическая Республика) — немецкий гребец, бронзовый призёр летних Олимпийских игр 2000 года в заездах одиночек, чемпион мира 2002 года, чемпион Европы 2015 года, многократный победитель этапов Кубка мира.

## Спортивная биография
Заниматься академической греблей Марсель начал в 1991 году, заинтересовавшись рекламой местного спортивного клуба во время фестиваля в Магдебурге. Первым чемпионатом в составе сборной Германии для Хаккера стал юношеский чемпионат мира 1994 года в Мюнхене, где он в составе четвёрки парной стал чемпионом. Спустя год он вновь стал победителем молодёжного первенства мира, но уже в турнире одиночек. С 1996 года Хаккер стал выступать на взрослом уровне. Первым крупным успехом в карьере молодого немецкого гребца стала серебряная медаль на чемпионате мира в составе четвёрки парной. Спустя год немецкий экипаж повторил своё достижение. C 1999 года Марсель начал выступать в соревнованиях одиночек. На первом чемпионате мира немецкий гребец смог пробиться только в финал B, где занял 4-е место. На трёх предолимпийских этапах Кубка мира Хаккер неизменно попадал в шестёрку сильнейших.
В 2000 году Хаккер принял участие в летних Олимпийских играх в Сиднее. В соревнованиях одиночек Марсель уверенно пробился в финале, где занял третье место. После окончания Игр Хаккер выиграл ряд этапов мирового кубка, а в 2002 году стал чемпионом мира, установив при этом в финале новое лучшее мировое время 6:36,33. В 2003 году немецкий гребец выиграл все три этапа Кубка мира, а затем стал серебряным призёром чемпионата мира, уступив лишь норвежцу Олафу Туфте.
К Олимпийским играм 2004 года Хаккер подходил в ранге одного из фаворитов. Марсель, заняв первое место в своём заезде, напрямую пробился в полуфинал, где занял лишь третье место, пропустив вперёд не только своего главного конкурента Олафа Туфте, но и болгарина Иво Янакиева, который попал в решающий раунд через отборочный заезд. В результате этого немецкий гребец отправился в финал B, где выиграл у ближайшего преследователя более 5 секунд. В 2006 году Хаккер стал четырёхкратным серебряным призёром чемпионатов мира. 
На протяжении всего межолимпийского цикла Хаккер неизменно попадал в финал A, но в 2008 году немецкий гребец сначала не смог преодолеть отборочный раунд люцернской регаты, а затем во второй раз в карьере не смог пробиться в решающий заезд Олимпийских игр. В течение 2009 года Хаккер вернулся к выступлению в составе четвёрки парной, с которой стал бронзовым призёром чемпионата мира, но уже в 2010 году вновь стал соревноваться в одиночках. На летних Олимпийских играх 2012 года Марсель смог наконец пробиться в финал A. Однако в решающем заезде Хаккер не смог составить конкуренцию соперникам, придя к финишу 6-м, с отставанием от чемпиона новозеландца Махе Драйсдейл более чем в 12 секунд. На протяжении следующих двух лет Хаккер дважды стал серебряным призёром чемпионатов Европы, а также выиграл бронзовую медаль мирового первенства.
C 2015 года Хаккер начал выступать в двойках парных вместе со Штефаном Крюгером. В первый же год совместного выступления немецкий экипаж смог завоевать золото европейского чемпионата, а также занять 4-е место на чемпионате мира. На летних Олимпийских играх 2016 года немецкая двойка пробилась в полуфинал соревнований, но заняла там только 4-е место. В финале B Хаккер и Крюгер пришли к финишу вторыми и заняли итоговое 8-е место. После окончания Игр 2016 года Хаккер объявил о завершении спортивной карьеры.

## Награды
- Спортсмен месяца по версии FISA: июнь 2014.
- Спортсмен года во Франкфурте: 2011.

## Личная жизнь
- Жена — Катина, сын — Хаакон Теодор.
- Bладеет немецким и русским языками[4].